# Ibrahim Maza
Ibrahim „Ibo“ Maza (* 24. November 2005 in Berlin) ist ein algerisch-deutscher Fußballspieler. Der Stürmer stammt aus der Jugend von Hertha BSC und wurde dort Profispieler. Zudem war Maza auch deutscher Nachwuchsnationalspieler, entschied sich im September 2024 jedoch, künftig für Algerien aufzulaufen.
Seit Juli 2025 spielt er für Bayer 04 Leverkusen.

## Karriere

### Laufbahn im Vereinsfußball
Ibrahim Maza, Sohn einer vietnamesischen Mutter und eines algerischen Vaters, durchlief ab Juli 2018 unterschiedliche Jugendmannschaften von Hertha BSC. Er wurde dabei neben dem Sturm auch im offensiven Mittelfeld und als Linksaußen eingesetzt. Vor seinem Wechsel zu Hertha BSC war er in der Jugend der Reinickendorfer Füchse aktiv. In der Saison 2022/23 kam er zu Einsätzen in der U19-Bundesliga Nord/Nordost und absolvierte ebenfalls Spiele für Hertha II in der Regionalliga Nordost. Mit Hertha II nahm er in der Saison 2022/23 auch an der Gruppenphase des Premier League International Cups teil, wobei Hertha II in der Gruppenphase ausschied.
Ende April 2023 verlängerte Maza seinen Vertrag bei Hertha BSC. Beim Auswärtsspiel gegen den FC Bayern München, welches mit 0:2 verloren wurde, gab Maza, in der 65. Minute für Maximilian Mittelstädt eingewechselt, sein Bundesligadebüt. Am 34. Bundesligaspieltag am 27. Mai gleichen Jahres erzielte Maza – er war zur Halbzeit für Suat Serdar eingewechselt worden – beim 2:1-Auswärtserfolg gegen den VfL Wolfsburg sein erstes Bundesligator, als er zum zwischenzeitlichen 1:1 traf. Nach dem Abstieg mit den Berlinern verletzte Maza sich im Trainingslager und fehlte bis zur Rückrunde. Bis zum Ende der Saison 2023/24 kam er auf 13 Einsätze und konnte am 24. Februar 2024 bei Eintracht Braunschweig (1:1) seinen einzigen Saisontreffer erzielen.
Mitte 2025 wechselte er zu Bayer 04 Leverkusen und unterschrieb dort einen Vertrag bis 2030.

### Karriere in der Nationalmannschaft
Nachdem er bereits zwei Spiele für das U17-Perspektivteam absolviert hatte, kam Ibrahim Maza in die U18-Nationalmannschaft. 2024 absolvierte er noch Spiele für die U19- und U20-Nationalmannschaft.
Im September 2024 verkündete der deutsche U20-Nationaltrainer Hannes Wolf, der auch Nachwuchschef des Deutschen Fußball-Bundes (DFB) ist, dass Maza sich entschied, künftig für den algerischen Fußballverband zu spielen. Am 10. Oktober 2024 gab er dann beim 5:1-Sieg in der Afrika-Cup-Qualifikation gegen den Togo sein Debüt für die A-Nationalmannschaft der Algerier.

## Titel
- Meister der A-Junioren-Bundesliga Nord/Nordost: 2023
- Meister der B-Junioren-Bundesliga Nord/Nordost: 2022